# ワット・チャーンローム (シーサッチャナーライ)
ワット・チャーンローム (Wat Chang Lom、タイ語: วัดช้างล้อม）は、タイの北部、スコータイ県シーサッチャナーライの旧市内となるシーサッチャナーライ歴史公園にある寺院である。寺院はスコータイ王朝の副王都であったシーサッチャナーライの周壁内のほぼ中央に位置する。

## 創建
ワット・チャーンロームは、その場所で仏陀の遺骨（仏舎利）が発見された後、王ラームカムヘーンの命令により1290年に構築されたことが、ラームカムヘーン大王碑文より伝えられる。

## 構成

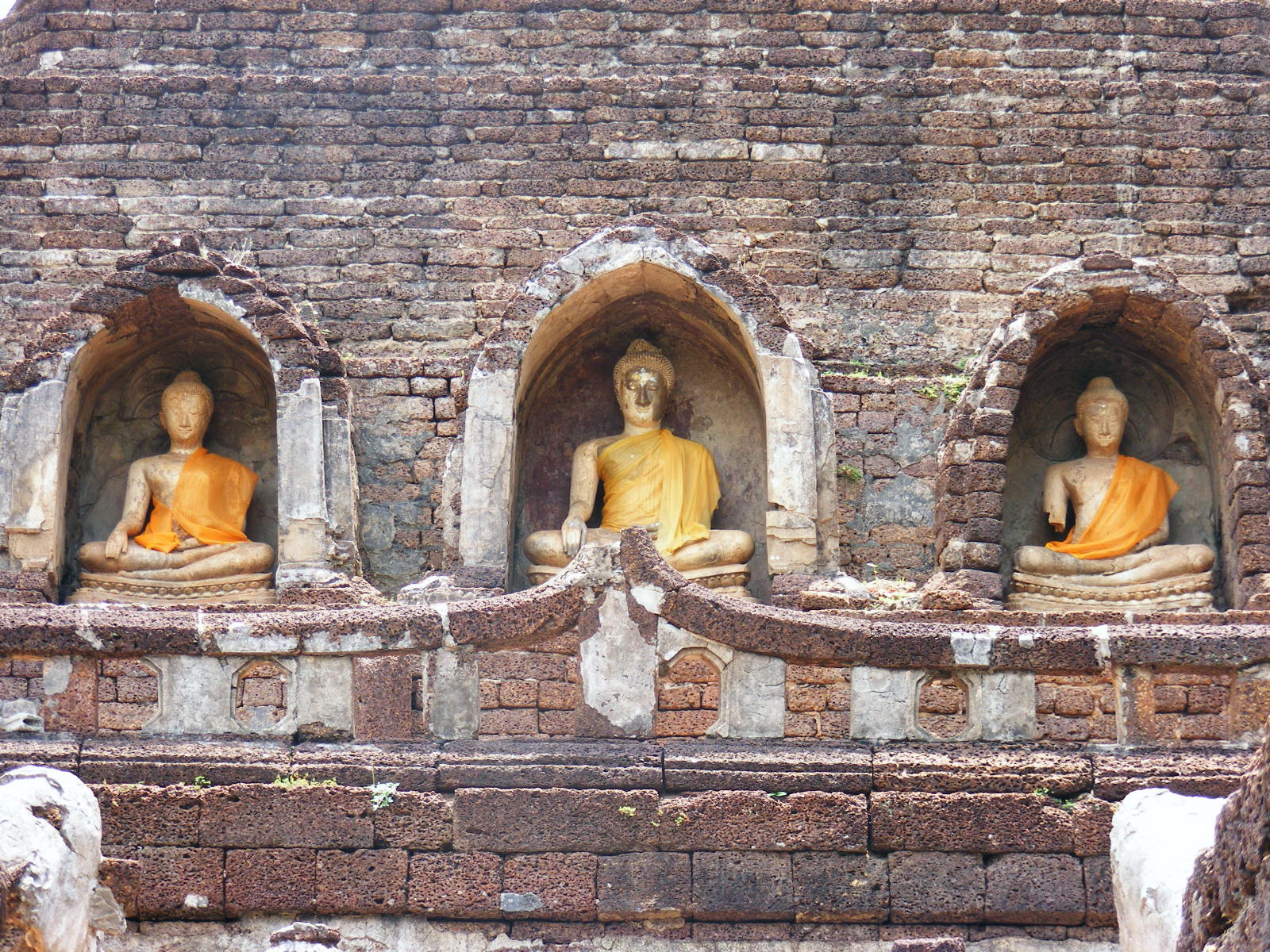
壁龕の仏坐像

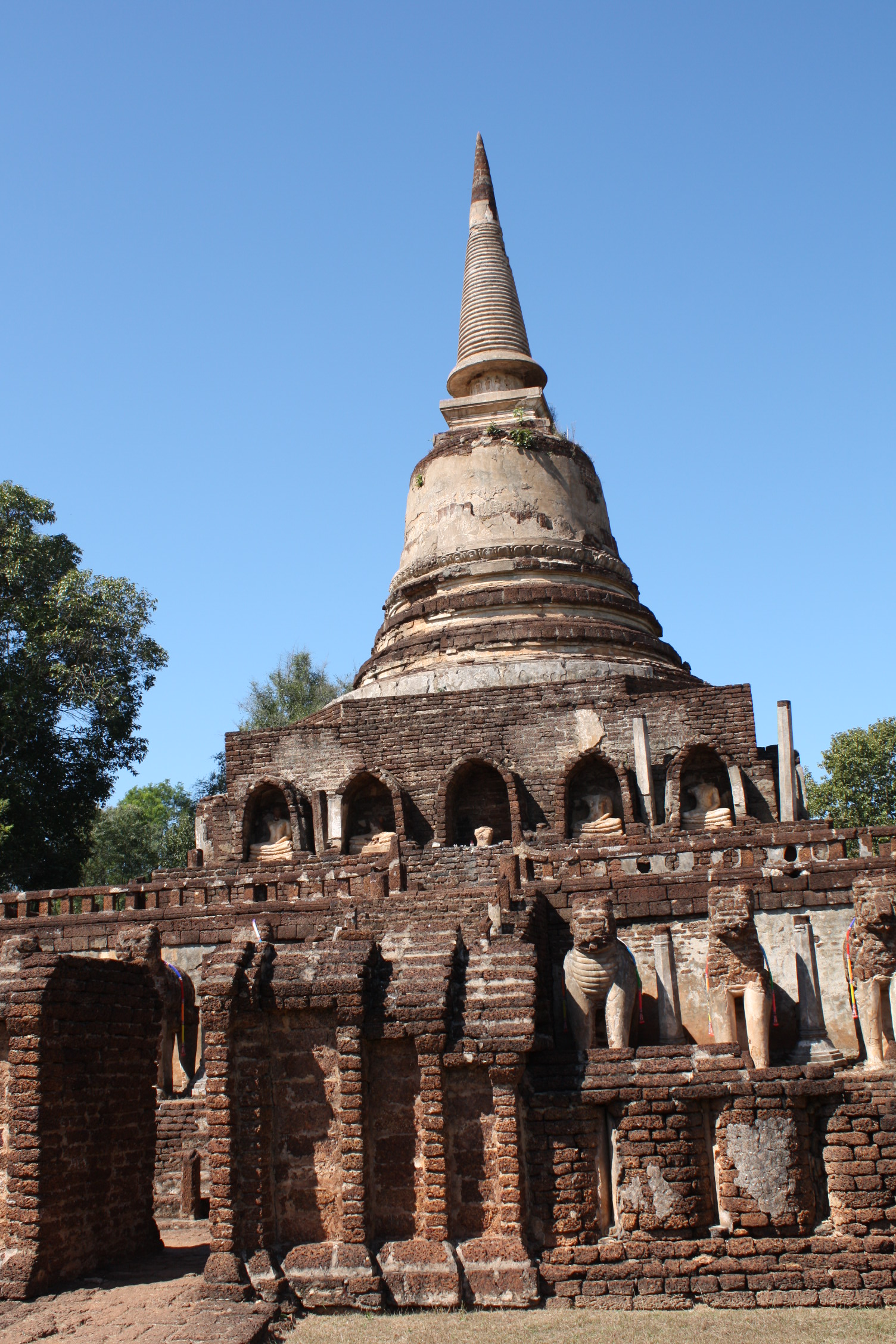
仏塔

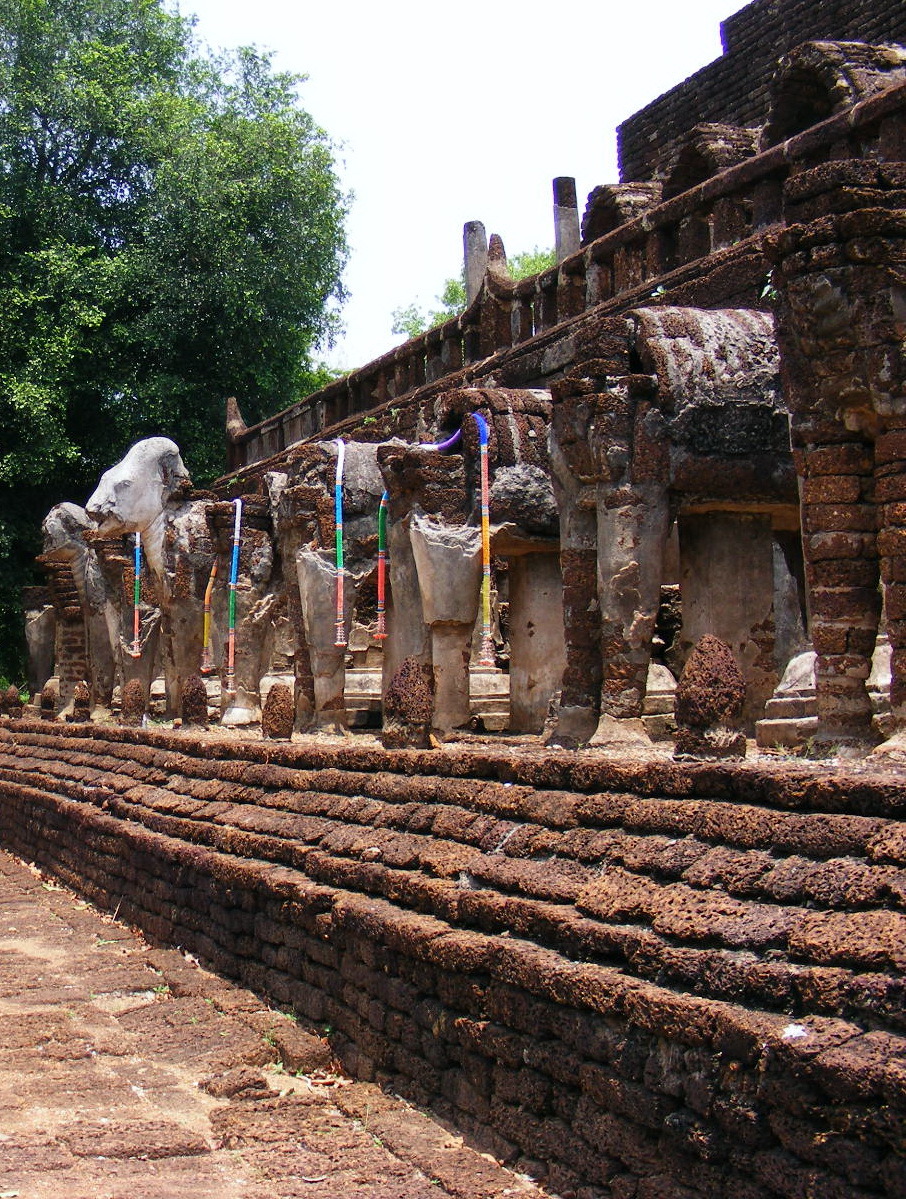
基壇のゾウの立像

寺院の中心的構造物は、正方形の2層の基壇をもつスリランカ式のラテライトの仏塔である。ワット・チャーンロームの名は「ゾウが囲む寺」の意であり、仏塔の第1層の基壇の周りに立ち並ぶ39頭のゾウの立像による。ゾウは壁面の前にほぼ全身像としてあり際立っている。通常は半身だけのものであり、それらはスコータイ歴史公園のワット・チャーンロームやワット・チャーンロープなどに見られる。また、仏塔の第2層の基壇上には各面に5か所、計20か所に壁龕があり、かつて高さ1.4メートルの仏坐像がすべてに納められていた。それらの仏坐像は煉瓦に漆喰を施したものであり、そのいくつかが今日でも見られる。礼拝堂（ヴィハーン）の遺構が仏塔の前にあり、同じく寺院の境内にはより小さな建造物がある。主な寺域はラテライトで造られた厚い周壁に囲まれていた。